# Wybory prezydenckie w Serbii we wrześniu i październiku 2002 roku
Pierwsze wybory prezydenckie w Serbii w 2002 roku odbyły się w dwóch turach – pierwszej 29 września 2002 i drugiej 13 października 2002. Były to pierwsze wybory prezydenckie po odsunięciu od władzy obozu Slobodana Miloševicia. Wybory te nie doprowadziły do wyłonienia nowego prezydenta Serbii. Ordynacja wyborcza wymagała dla ważności wyników, aby frekwencja wyborcza przekroczyła 50%. Tymczasem w drugiej turze głosowania wyniosła ona 45,46%, wobec czego wybory okazały się nieważne.

## Wyniki wyborów
| Kandydat                               | Podmiot wystawiający                   | Głosy (1 tura) | %      | Głosy (2 tura) | %      |
| -------------------------------------- | -------------------------------------- | -------------- | ------ | -------------- | ------ |
| Vojislav Koštunica                     | Demokratyczna Partia Serbii            | 1 123 420      | 30,89  | 1 991 947      | 68,86  |
| Miroljub Labus                         | Grupa obywateli                        | 995 200        | 27,36  | 921 094        | 30,92  |
| Vojislav Šešelj                        | Serbska Partia Radykalna               | 845 308        | 23,24  |                |        |
| Vuk Drašković                          | Serbski Ruch Odnowy                    | 159 959        | 4,40   |                |        |
| Borislav Pelević                       | Partia Jedności Serbskiej              | 139 047        | 3,82   |                |        |
| Velimir Bata Živojinović               | Socjalistyczna Partia Serbii           | 119 052        | 3,27   |                |        |
| Nebojša Pavković                       | Grupa obywateli                        | 75 662         | 2,08   |                |        |
| Branislav Ivković                      | Grupa obywateli                        | 42 853         | 1,18   |                |        |
| Vuk Obradović                          | Socjaldemokracja                       | 26 050         | 0,72   |                |        |
| Tomislav Lalošević                     | Grupa obywateli                        | 25 133         | 0,69   |                |        |
| Dragan Radenović                       | Grupa obywateli                        | 8280           | 0,23   |                |        |
| Razem                                  | Razem                                  | 3 559 964      |        | 2 913 041      |        |
| Liczba wyborców                        | Liczba wyborców                        | 6 553 042      |        | 6 553 042      |        |
| Łączna liczba głosujących (frekwencja) | Łączna liczba głosujących (frekwencja) | 3 637 062      | 55,50% | 2 979 254      | 45,46% |